# Boconowice
Boconowice (czes. Bocanovice, niem. Boconowitz, Boczanowitz) – gmina w Czechach, w kraju morawsko-śląskim, w powiecie Frydek-Mistek, w historycznych granicach Śląska Cieszyńskiego.

## Położenie
Leży u wschodnich podnóży Beskidu Morawsko-Śląskiego, nad potokiem Łomna i niewielkim Černým potokiem (dopływ Olzy), ok. 2,5 km na południowy zachód od centrum Jabłonkowa. Przez miejscowość przebiega linia kolejowa z Czeskiego Cieszyna do Czadcy na Słowacji (fragment dawnej Kolei Koszycko-Bogumińskiej).

## Nazwa
Nazwa wywodzi się najprawdopodobniej od bocianów, które gromadziły się w tym miejscu podczas przelotu, a miejscowe podmokłe łąki dostarczały im pożywienia. Z kolei Franciszek Popiołek sądził, że nazwa wsi pochodzi raczej od przezwiska pierwszego osadnika.

## Historia
Po raz pierwszy wieś (jako Boczanowicze) wzmiankowana jest w urbarzu z 1621. Początkowo wchodziła w skład Łomnej i dopiero w 1822 Komora Cieszyńska zezwoliła na założenie samodzielnej gminy Boconowice.
Pierwszymi osadnikami byli pasterze wołoscy. Wcześniej istniał tu tylko górski folwark książęcy, wokół którego powstawały kolejne chaty. Folwark nie utrzymał się jednak długo, ze względu na nadzwyczajne wydatki jakie musiały być ponoszone z powodu jego górskiej specyfiki. W 1627 wydzierżawiono go poddanym, a niektóre grunty sprzedano. W XVII i XVIII wieku właścicielami miejscowości byli przedstawiciele rodu Saint Genois d'Anneaucourt.
Według urbarza z 1646 roku we wsi mieszkali Girzyk Byłko, Urban Bylko, Janek Mydlo i Janek Brzano.
W 1755 roku we wsi było 4 zagrodników i 11 chałupników. W 1871 stało tu 17 chałup drewnianych, a wieś zamieszkiwało 150 obywateli. W tym samym roku wybudowano drewnianą szkołę (400 guldenów na budowę wydał sam cesarz Franciszek Józef I), którą w roku 1876 zniszczył pożar, a na jej miejscu w 1877 wybudowano szkołę murowaną. Najstarszym budynkiem we wsi jest "suszarnia" nr 9 – pozostałość pierwotnego folwarku, gdzie podobno znalazła schronienie księżna Elżbieta Lukrecja, ukrywająca się przed Szwedami. Na późniejszy rozwój wsi miała wpływ budowa Kolei Koszycko-Bogumińskiej i oddanie stacji w Boconowicach.
Według austriackiego spisu ludności z 1900 w 34 budynkach w Boconowicach na obszarze 388 hektarów mieszkało 355 osób, co dawało gęstość zaludnienia równą 91,5 os./km². z tego 289 (81,4%) mieszkańców było katolikami, 66 (18,6%) ewangelikami, 343 (96,6%) było polsko-, 5 (1,4%) niemiecko- a 2 (0,6%) czeskojęzycznymi. Do 1910 roku liczba budynków wzrosła do 42 a mieszkańców spadła do 330, z czego 323 było zameldowanych na stałe, 265 (80,3%) było katolikami, 65 (19,7%) ewangelikami, 320 (97%) polsko- a 3 (0,9%) niemieckojęzycznymi.
Po I wojnie światowej miejscowość znalazła się w granicach Pierwszej Republiki Czechosłowackiej. W 1938 wraz z pozostałą częścią Zaolzia weszła w skład II Rzeczypospolitej, a podczas II wojny światowej w granicach III Rzeszy. Po wojnie znów w Czechosłowacji a od 1993 w Czechach. W latach 1975–1990 miejscowość była dzielnicą miasta Jabłonków.

## Demografia[9]
| Rok             | 1869 | 1880 | 1890 | 1900 | 1910 | 1921 | 1930 | 1950 | 1961 | 1970 | 1980 | 1991 | 2001 |
| --------------- | ---- | ---- | ---- | ---- | ---- | ---- | ---- | ---- | ---- | ---- | ---- | ---- | ---- |
| Liczba ludności | 253  | 282  | 295  | 355  | 330  | 346  | 344  | 385  | 445  | 216  | 396  | 371  | 428  |

Wieś zamieszkiwana jest przez dość liczną społeczność polską (60% mieszkańców stanowią Czesi, a 36% Polacy).

## Turystyka
Boconowice są bazą wypadową w Beskidy. Przez miejscowość przechodzą następujące szlaki:
- zielony szlak turystyczny Boconowice przystanek kolejowy - Kozubowa (6,8 km)
- żółty szlak turystyczny Boconowice przystanek kolejowy - schronisko na górze Skalka (7,1 km)
- trasa rowerowa nr 6081 Boconowice – Mosty koło Jabłonkowa (11 km)

## Galeria

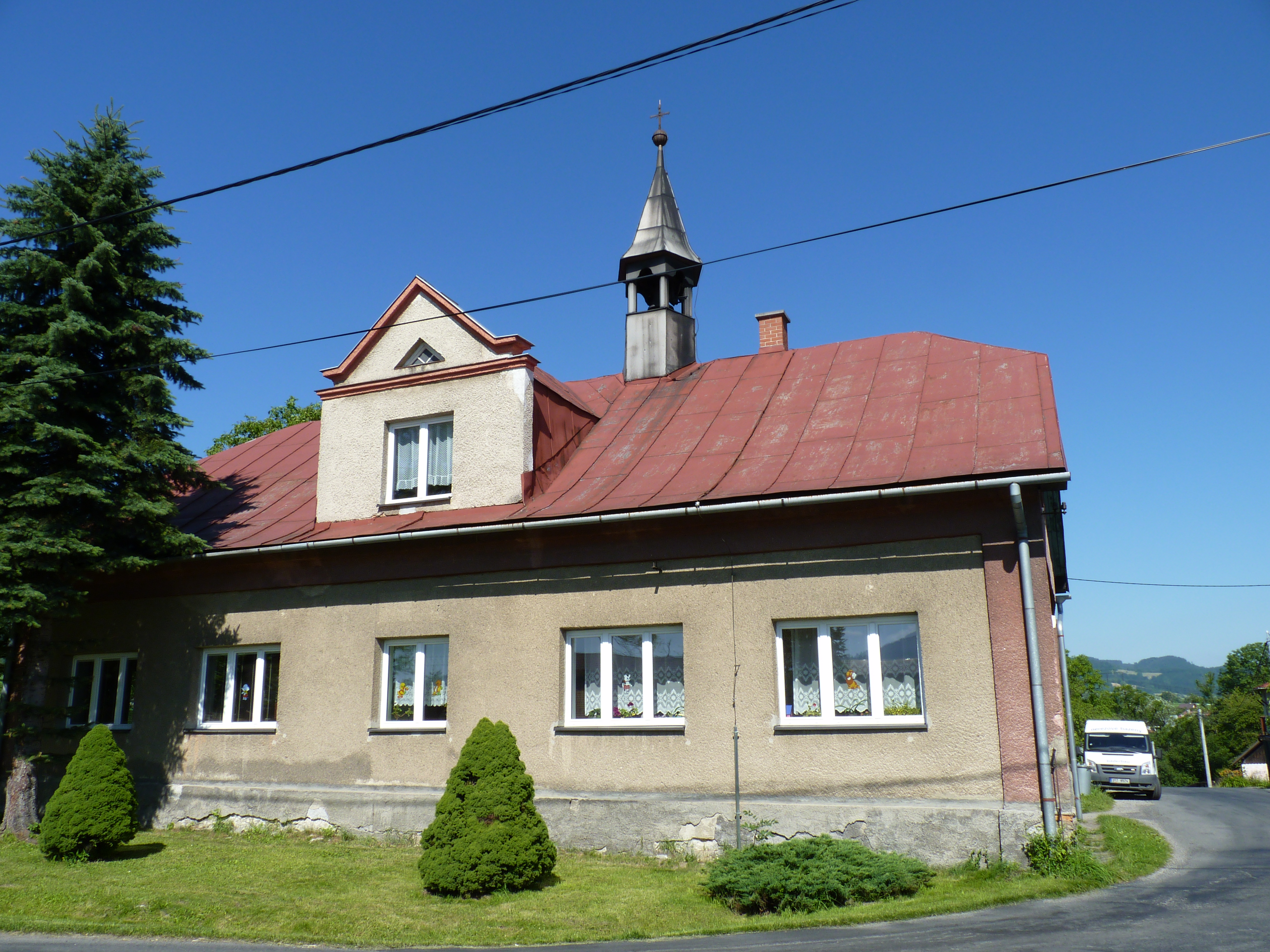
Przedszkole
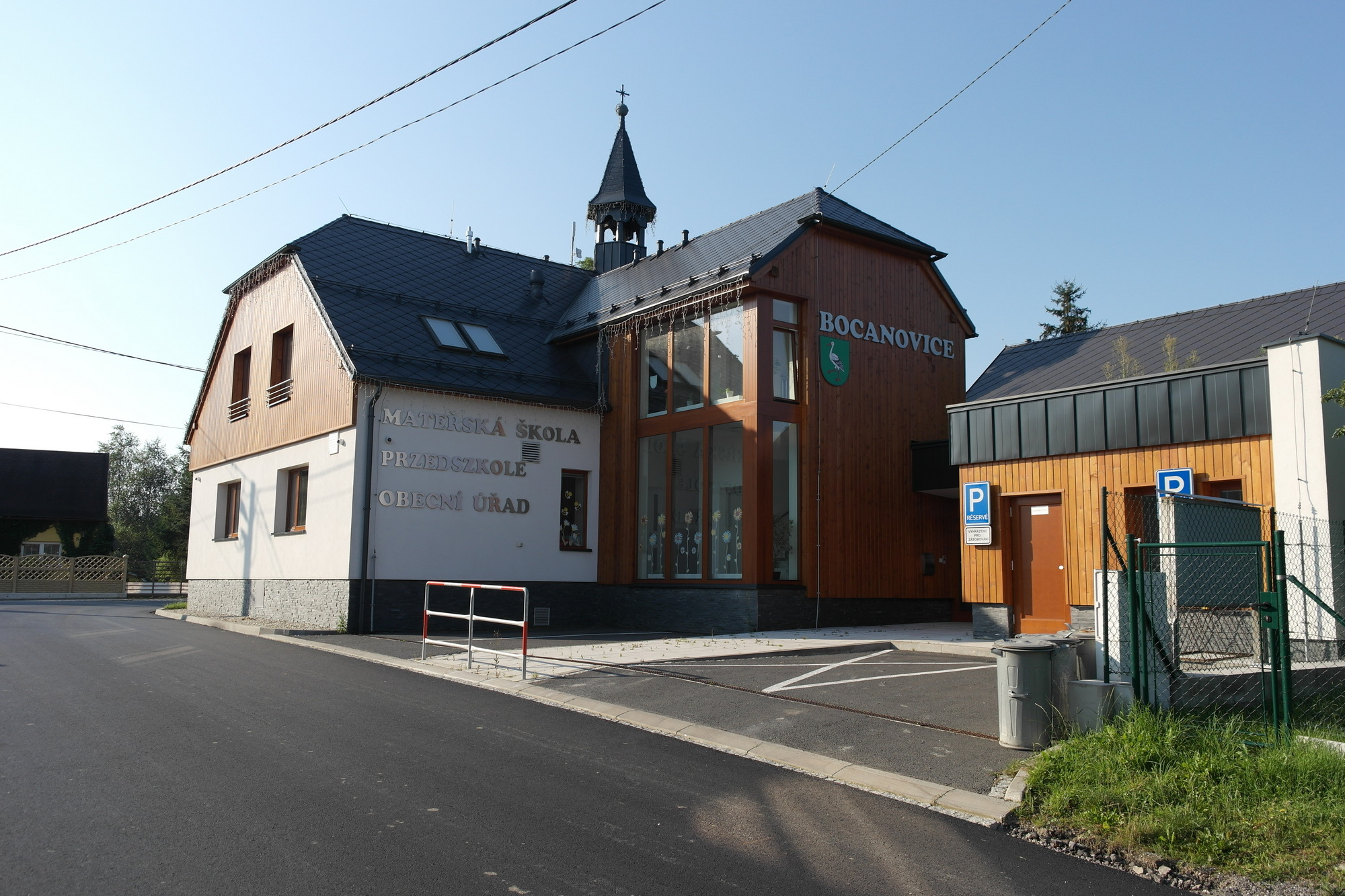
Urząd gminny
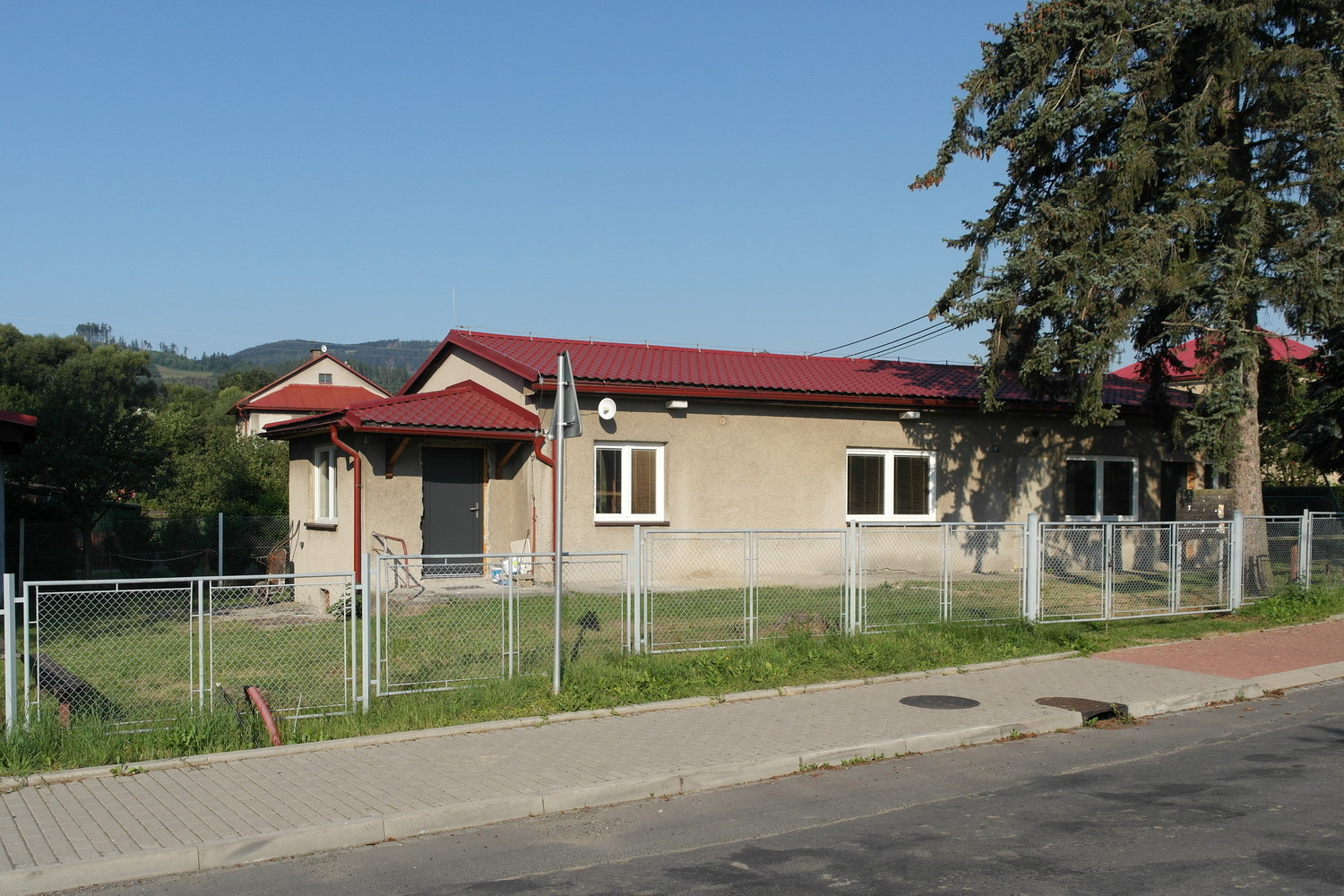
Dom PZKO